# Sławomir Berny
Sławomir Berny (ur. 6 października 1968 w Chrzanowie) – polski muzyk sesyjny, perkusista, członek zespołu Grzegorza Turnaua, Orkiestry Adama Sztaby, projektu Śrubki.

## Życiorys
Sławomir Berny urodził się w Chrzanowie 6 października 1968. Od 1987 współpracował z teatrami krakowskimi, w latach 1987–1992 z Filharmonią Krakowską. W 1991 uzyskał dyplom w klasie instrumentów perkusyjnych Akademii Muzycznej w Krakowie.
Od 1987 grał w zespole Over time, w latach 1990–2000 występował w zespole Marka Grechuty, od 1992 współpracuje z Janem Kantym Pawluśkiewiczem, od 1993 z Grzegorzem Turnauem, od 1994 jest artystą Piwnicy pod Baranami.

## Dyskografia

### Albumy
- 1992 Nieszpory Ludźmierskie (rejestracja w 1992)
- 1993 Pod światło – Grzegorz Turnau
- 1994 Turnau w Trójce – Grzegorz Turnau
- 1995 To tu, to tam – Grzegorz Turnau
- 1997 Tutaj jestem – Grzegorz Turnau
- 1998 Księżyc w misce – Grzegorz Turnau
- 1999 Ultima – Grzegorz Turnau
- 2002 Nawet – Grzegorz Turnau
- 2004 Cafe Sułtan – Grzegorz Turnau
- 2005 11:11 – Grzegorz Turnau
- 2006 Historia pewnej podróży – Grzegorz Turnau
- 2006 Taniec z Gwiazdami – Orkiestra Adama Sztaby
- 2007 The Best of Taniec z Gwiazdami (CD oraz DVD) – Orkiestra Adama Sztaby
- 2007 10-tomowa Akademia Tańca Iwony Pavlović (live): CD+DVD – Orkiestra Adama Sztaby[potrzebny przypis]
- 2008 The Best of Fabryka Gwiazd (live)  – Orkiestra Adama Sztaby[potrzebny przypis]
- 2009 Bez udziału gwiazd – Agnieszka Chrzanowska
- 2009 A Tribute To Zbigniew Seifert – Jarek Śmietana Band: Jerry Goodman, Didier Lockwood, Krzesimir Dębski, Christian Howes, Mark Feldman, Maciej Strzelczyk, Adam Bałdych, Pierre Blanchard, Mateusz Smoczyński, Zbigniew Wegehaupt, Adam Czerwiński, Janusz Grzywacz, Piotr Wyleżoł: JSR Records – JSR 0011
- 2010 Śrubki – Śrubki
- 2012 Osiemdziesiąte.pl – Robert Janowski[2]
- 2013 Renovatio – Edyta Bartosiewicz[3]
- 2024 Powrót do gwiazd – Jakub Grzechowiak & Sławomir Berny

## Filmografia
- 2001 Eucalyptus (perkusja)
- 2001 Samo niebo
- 2001 Az utolso blues (perkusja)
- 2002 Wszyscy święci w święta polskie (perkusja)
- 2004 Pręgi (djembe, tabla)
- 2005 Zakochany anioł
- 2008 Ile waży koń trojański? (perkusja)
- 2008 Kochaj i tańcz (instrumenty perkusyjne)